# Jean de Locminé
Jean de Locminé est un ecclésiastique breton qui fut évêque élu de Vannes de 1359 à 1360.

## Biographie
Après la mort de l'évêque Gauthier de Saint-Pern le 21 mai 1359, le chapitre de chanoines de Vannes favorable à Jean de Montfort, élit un membre de son conseil, en la personne de son doyen l'archidiacre depuis 1355, Jean de Locminé. Dès son élection, le roi d'Angleterre lui accorde le revenu du droit de régale depuis la mort de son prédécesseur. Le pape refuse sa promotion au siège épiscopal et nomme le 22 avril 1360 Geoffroi de Rohan issu d'une famille toute dévouée à Charles de Blois. Jean de Locminé continue néanmoins d'exercer sa fonction d'archidiacre jusqu'en 1374.